# Ikunum
Ikunum (akad. Ikūnum, w jego własnych inskrypcjach zapisywane i-ku-nu-um) – władca miasta-państwa Aszur, syn i następca Eriszuma I,  wymieniony w Asyryjskiej liście królów jako 34. władca Asyrii. Jego panowanie datowane jest na lata ok. 1934–1921 p.n.e. lub ok. 1932–1918 p.n.e.

## Tytulatura
Ikunum w swoich własnych inskrypcjach, podobnie jak jego ojciec Eriszum I w swych inskrypcjach, nosi tytuł „zarządcy/namiestnika (boga) Aszura” (énsi da-šùr).

## Dynastia
Ikunum jest piątym znanym władcą Aszur należącym do tzw. „dynastii Puzur-Aszura I”. W jednej ze swych inskrypcji przedstawia on siebie jako „syna Eriszuma”, natomiast Sargon I, jego następca, we własnej inskrypcji nazywa siebie „synem Ikunuma”. W jednej z inskrypcji Ikunuma wspomniany jest też jego drugi syn o imieniu Aszur-imitti.
| władcy z dynastii Puzur-Aszura I | pokrewieństwo       | lata panowania według Veenhofa | lata panowania według Barjamovica, Hertela i Larsena | uwagi                                                     |
| -------------------------------- | ------------------- | ------------------------------ | ---------------------------------------------------- | --------------------------------------------------------- |
| Puzur-Aszur I                    | -                   | początek XX w. p.n.e.          | początek XX w. p.n.e.                                | najprawdopodobniej założyciel dynastii                    |
| Szalim-ahum                      | syn Puzur-Aszura I  | początek XX w. p.n.e.          | początek XX w. p.n.e.                                | we własnej inskrypcji nazywa siebie „synem Puzur-Aszura”  |
| Ilu-szuma                        | syn Szalim-ahuma    | ?-1974 p.n.e.                  | ?-1971 p.n.e.                                        | we własnej inskrypcji nazywa siebie „synem Szalim-ahuma”  |
| Eriszum I                        | syn Ilu-szumy       | 1974-1935 p.n.e.               | 1972-1933 p.n.e.                                     | we własnych inskrypcjach nazywa siebie „synem Ilu-szumy”  |
| Ikunum                           | syn Eriszuma I      | 1934-1921 p.n.e.               | 1932-1918 p.n.e.                                     | we własnej inskrypcji nazywa siebie „synem Eriszuma”      |
| Sargon I                         | syn Ikunuma         | 1920-1881 p.n.e.               | 1917-1878 p.n.e.                                     | we własnej inskrypcji nazywa siebie „synem Ikunuma”       |
| Puzur-Aszur II                   | syn Sargona I       | 1880-1873 p.n.e.               | 1877-1870 p.n.e.                                     | nazywany „synem Sargona” w Asyryjskiej liście królów      |
| Naram-Sin                        | syn Puzur-Aszura II | 1872-1829/1819 p.n.e.          | 1869-? p.n.e.                                        | nazywany „synem Puzur-Aszura” w Asyryjskiej liście królów |
| Eriszum II                       | syn Naram-Sina      | 1828/1818-1809 p.n.e.          | ?-1809 p.n.e.                                        | nazywany „synem Naram-Sina” w Asyryjskiej liście królów   |

## Długość i lata panowania
Długość panowania Ikunuma podana była pierwotnie w Asyryjskiej liście królów, ale zachowane jej kopie B i C są niestety uszkodzone w tym właśnie miejscu. Ustalenie długości panowania tego władcy stało się możliwe dzięki odnalezieniu w asyryjskiej kolonii handlowej w Kanesz tekstu Kt 92/k 0193, który okazał się być jedną z kopii tzw. listy eponimów z Kültepe (ang. Kültepe Eponym List, w skrócie KEL). W tekście tym, znanym jako KEL A, panowaniu Ikunuma przyporządkowanych zostało 14 zmieniających się co rok asyryjskich urzędników limmu (eponimów). W oparciu o informacje pochodzące z listy eponimów z Kültepe (KEL) oraz kroniki eponimów z Mari (ang. Mari Eponym List, w skrócie MEL), w korelacji z informacjami pochodzącymi z Asyryjskiej listy królów, Veenhof zaproponował 14-letni okres panowania Ikunuma i wydatował go na lata 1934-1921 p.n.e. (chronologia średnia). Z kolei Barjamovic, Hertel i Larsen, w swej poprawionej liście eponimów (ang. Revised Eponym List, w skrócie REL), zaproponowali 15-letni okres panowania Ikunuma, przypisując mu 16 eponimów i datując jego panowanie na lata 1932-1918 p.n.e. (chronologia średnia).

## Panowanie
Ikunum znany jest z czterech swych inskrypcji, z których trzy są niestety mocno uszkodzone. Zgodnie z jedną z nich, umieszczoną na glinianych cegłach, kontynuował on prace budowlane przy świątyni boga Adada w Aszur rozpoczęte jeszcze przez jego ojca Eriszuma I:
„Ikunum, zarządca boga Aszura, syn Eriszuma, zarządcy boga Aszura. Eriszum zbudował świątynię boga Adada i uczynił trwałym [swe] dzieło. Iku[num], jego syn, całkowicie ... świątynię boga [Adada] i [... tekst uszkodzony ...]”
inna jego inskrypcja umieszczona jest na fragmencie szkatułki (nr inwent. VA 8830, Ass 4587), wykonanym z twardego białego materiału (porcelany?), znalezionym w świątyni Aszura w Aszur:
„Ikunum, zarządca boga Aszura, dedykował (tą) kamienną szkatułkę bogu Aszurowi swemu panu, swemu boskiemu pomocnikowi, a Aszur-imitti, jego syn, umieścił ją (w świątyni Aszura) za jego życie”
Dwie pozostałe, mocno uszkodzone inskrypcje, też znaleziono w Aszur. Pierwszą z nich, umieszczoną na fragmencie kamiennego przedmiotu (nr inwent. Ass 13329), znaleziono w świątyni boga Nabu, a drugą, umieszczoną na fragmencie naczynia (nr inwent. VA Ass 2267, Ass 21341), znaleziono w świątyni boga Sina.
W inskrypcjach dwóch późniejszych władców asyryjskich Aszur-rem-niszeszu (1408-1401 p.n.e.) i Salmanasara III (858-824 p.n.e.) Ikunum wymieniany jest wśród wczesnych budowniczych murów obronnych miasta Aszur. Wzmianka obu królów o Ikunumie sugeruje, iż w trakcie własnych prac budowlanych przy murach obronnych Aszur znaleźć oni musieli jakąś jego inskrypcję budowlaną, być może cegłę inskrybowaną jego imieniem.

## Lista eponimów z czasów panowania Ikunuma
| eponimowie przyporządkowani Ikunumowi w poprawionej liście eponimów (REL) | rok sprawowania urzędu (według Barjamovica, Hertela i Larsena) |
| ------------------------------------------------------------------------- | -------------------------------------------------------------- |
| Buzu, syn Adad-rabiego                                                    | 1933 p.n.e.                                                    |
| Szuli, syn Szalim-ahuma                                                   | 1932 p.n.e.                                                    |
| Iddin-Suen, syn Szuli                                                     | 1931 p.n.e.                                                    |
| Ikunum, syn Szudaji                                                       | 1930 p.n.e.                                                    |
| Dan-Wer (syn Ahuahi?)                                                     | 1929 p.n.e.                                                    |
| Szu-Anum ša Nērabtim (syn Ahuahi?)                                        | 1928 p.n.e.                                                    |
| Ili-massu, syn Aszur-taba                                                 | 1927 p.n.e.                                                    |
| Szu-Hubur, syn Szuli                                                      | 1926 p.n.e.                                                    |
| Idia/Idua, syn Sulili                                                     | 1925 p.n.e.                                                    |
| La-qepum, syn Puzur-Laby                                                  | 1924 p.n.e.                                                    |
| Szu-Anum, hapiru                                                          | 1923 p.n.e.                                                    |
| Uku, syn Beli                                                             | 1922 p.n.e.                                                    |
| Aszur-malik, syn Panaki                                                   | 1921 p.n.e.                                                    |
| Dan-Aszur, syn Puzur-Wera                                                 | 1920 p.n.e.                                                    |
| Szu-Kubum, syn Ahuahi                                                     | 1919 p.n.e.                                                    |
| Eriszum, syn Iddin-Aszura                                                 | 1918 p.n.e.                                                    |